# Laza Lazarević
Laza Lazarević, nato Lazar Kuzman Lazarević oppure Lazar K. Lazarević (Šabac, 13 maggio 1851 – Belgrado, 10 gennaio 1891), è stato uno scrittore, psichiatra e neurologo serbo, considerato il creatore della narrativa psicologica serba; le sue opere letterarie furono aderenti al realismo.

## Biografia

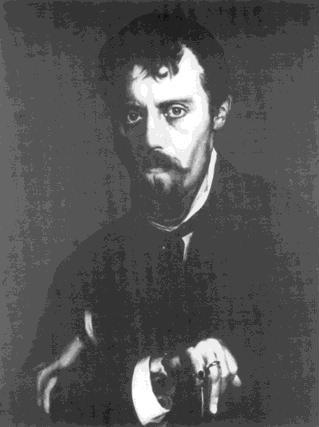
Laza Lazarević nel 1870

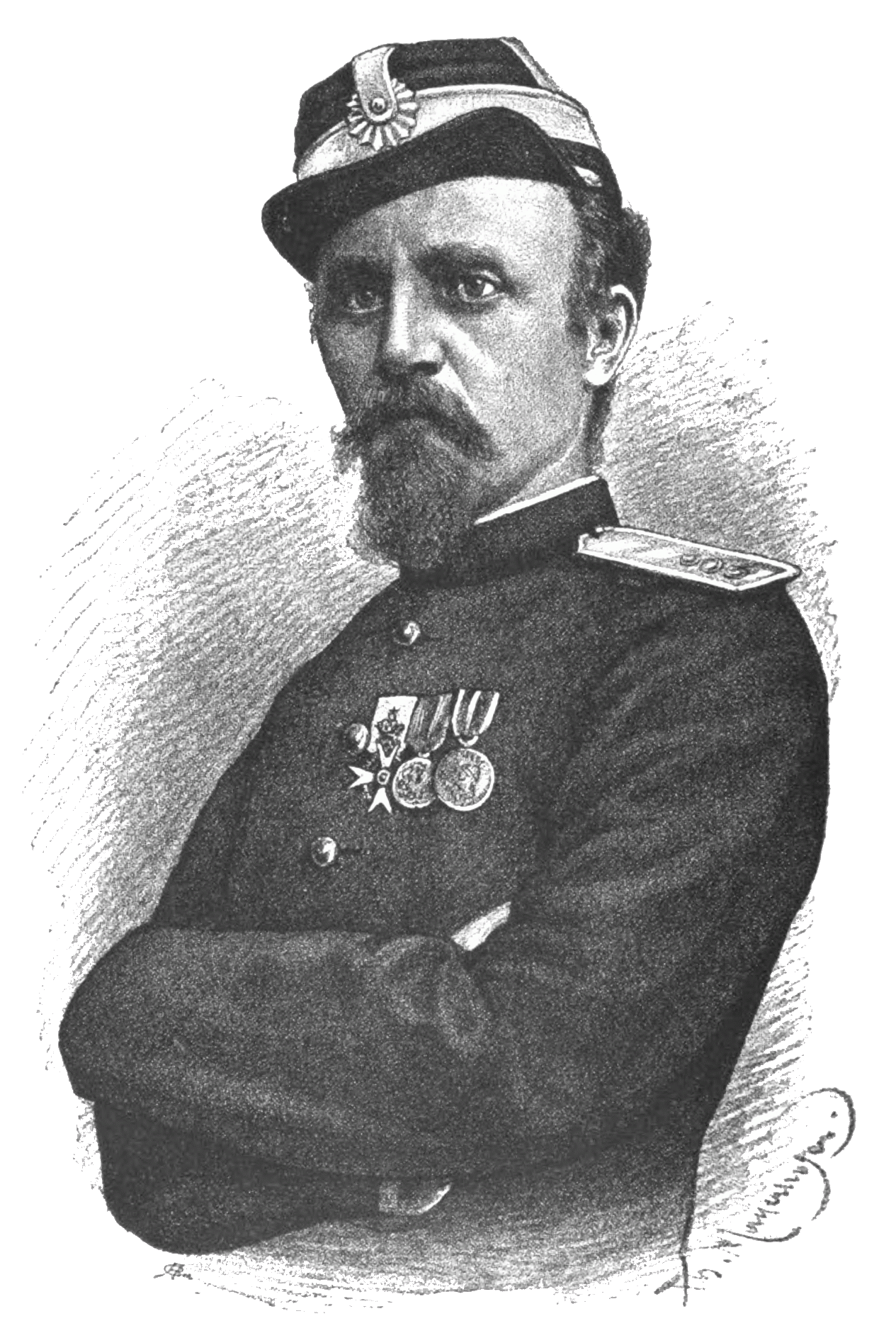
Laza Lazarević nel 1891

### La famiglia e gli studi
Laza Lazarević nacque a Šabac dal commerciante artigiano orafo Kuzman, appassionato di letteratura, e da Jelka, originari della Erzegovina, che ebbero complessivamente quattro figli.
All'età di nove anni morì il padre a causa di malattie polmonari e la madre si impegnò per educare tutti i figli.
La carriera scolastica di Laza Lazarević si effettuò a Šabac, per quanto riguarda gli studi primari, e a Belgrado, per gli studi liceali e universitari di giurisprudenza,  dopo di che Lazarević ottenne una borsa di studio per frequentare a Berlino l'università di medicina, dove si laureò nel 1879.
Durante gli studi universitari Lazarević si interessò alla lingua e alla letteratura russa, soprattutto a scrittori russi come il saggista Pisarev, oltre che agli ideali socialisti del politico e scrittore serbo Svetozar Marković, che lo influenzarono notevolmente.

### Guerra, medicina e matrimonio
Lazarević partecipò alla guerra serbo-bulgara del 1885, dirigendo la sanità militare, e lavorando poi come medico professionista civile.
Lavorò nella medicina approfondendo le relazioni tra corpo e mente, risultò un pioniere della psichiatria, della medicina psicosomatica e del trattamento delle malattie e collaborò con numerose riviste scientifiche pubblicando settantasette articoli nelle branche come la neurochirurgia, la neurologia, l'ortopedia, la batteriologia, la tossicologia, la farmacologia e l'urologia, ed è stato il primo medico e scienziato serbo a utilizzare il microscopio nel suo lavoro.
Successivamente si sposò con Poleksija, figlia dell'amico Kosta Kristic, con la quale ebbe quattro figli: Milorad, Andjelija, Kuzman e Vladan.
Laza Lazarević morì a Belgrado il 7 gennaio 1891.

## Il pensiero letterario

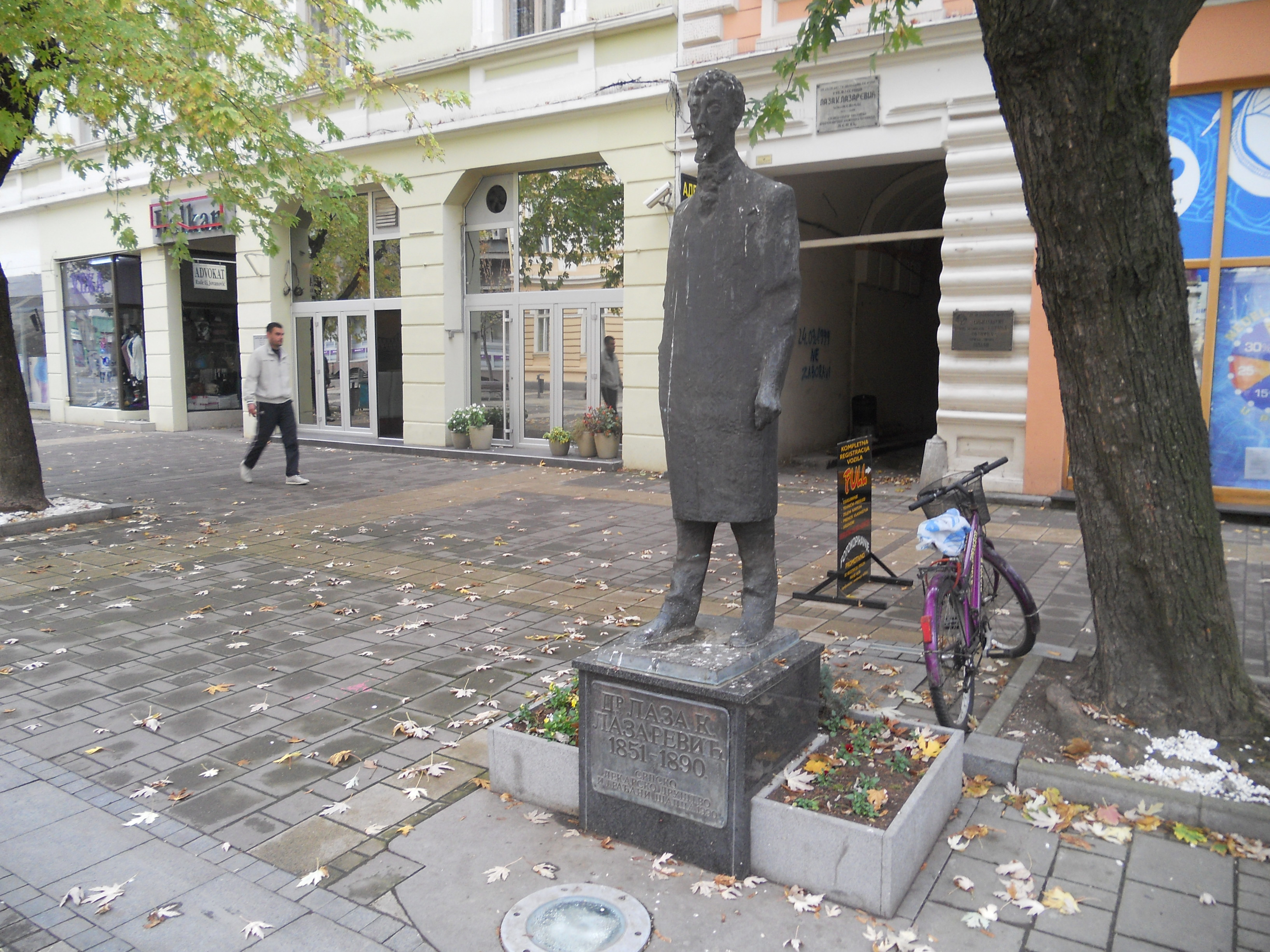
Monumento dedicato a Lazarević a Šabac

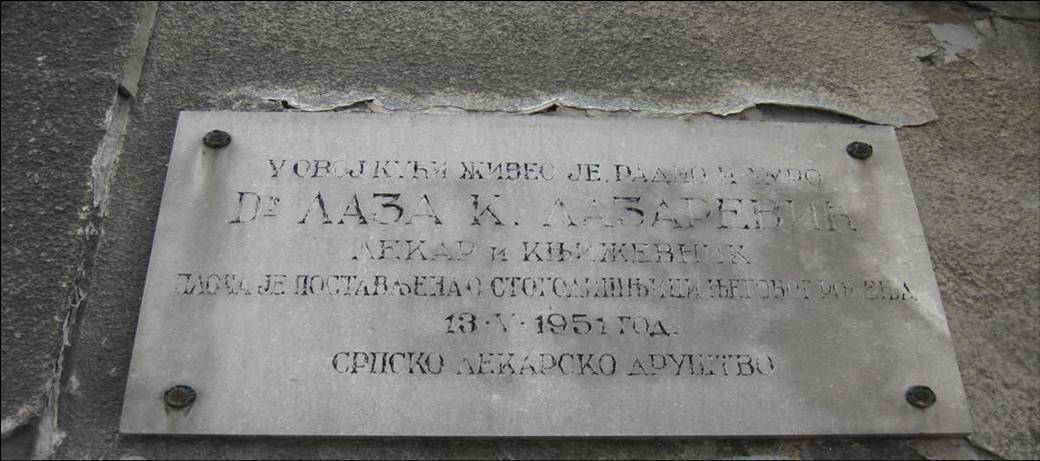
Targa commemorativa sulla casa di Lazarević a Belgrado

Negli anni berlinesi Lazarević ebbe problemi sentimentali e nostalgici e maturò il suo pensiero letterario principale, costituito dall'esaltazione della società patriarcale serba, da lui ritenuta un modello esemplare sia moralmente sia economicamente. Questa società è, secondo Lazarević, in grado di risolvere tutti i problemi, grazie all'altruismo ed al bene comune, e talvolta viene presentata con elementi miracolistici, che attribuiscono ai testi dell'autore un grande lirismo, oltre che con un sentimento di tristezza per la consapevolezza dell'avanzare della modernità e della nuova cultura individualistica in sostituzione dello spirito collettivo.
Nelle opere Lazarević descrive in modo esaustivo e acuto lo stato psicologico dei suoi personaggi, le loro aspirazioni, le loro ansie, speranze, paure e fratture psicologiche, oltre che la famiglia patriarcale e la vita idilliaca del villaggio serbo, sempre dalla parte del bene e della luce, con una visione ottimistica nei riguardi della vita e del mondo e con intenti morali, anche se la religiosità di Lazarević è soprattutto umana e naturale, basata sulla pietà, sul rispetto, sulla concordia.
Lazarević fu uno scrittore aderente al movimento letterario del Realismo, le sue opere sono state tradotte in venti lingue e lui stesso ha tradotto numerosi autori stranieri, tra i quali Gogol'.
Per le caratteristiche e gli elementi basilari della sua letteratura, Lazarević è stato definito il Turgenev serbo.

## Le opere: daŠvabicaaNa bonaru

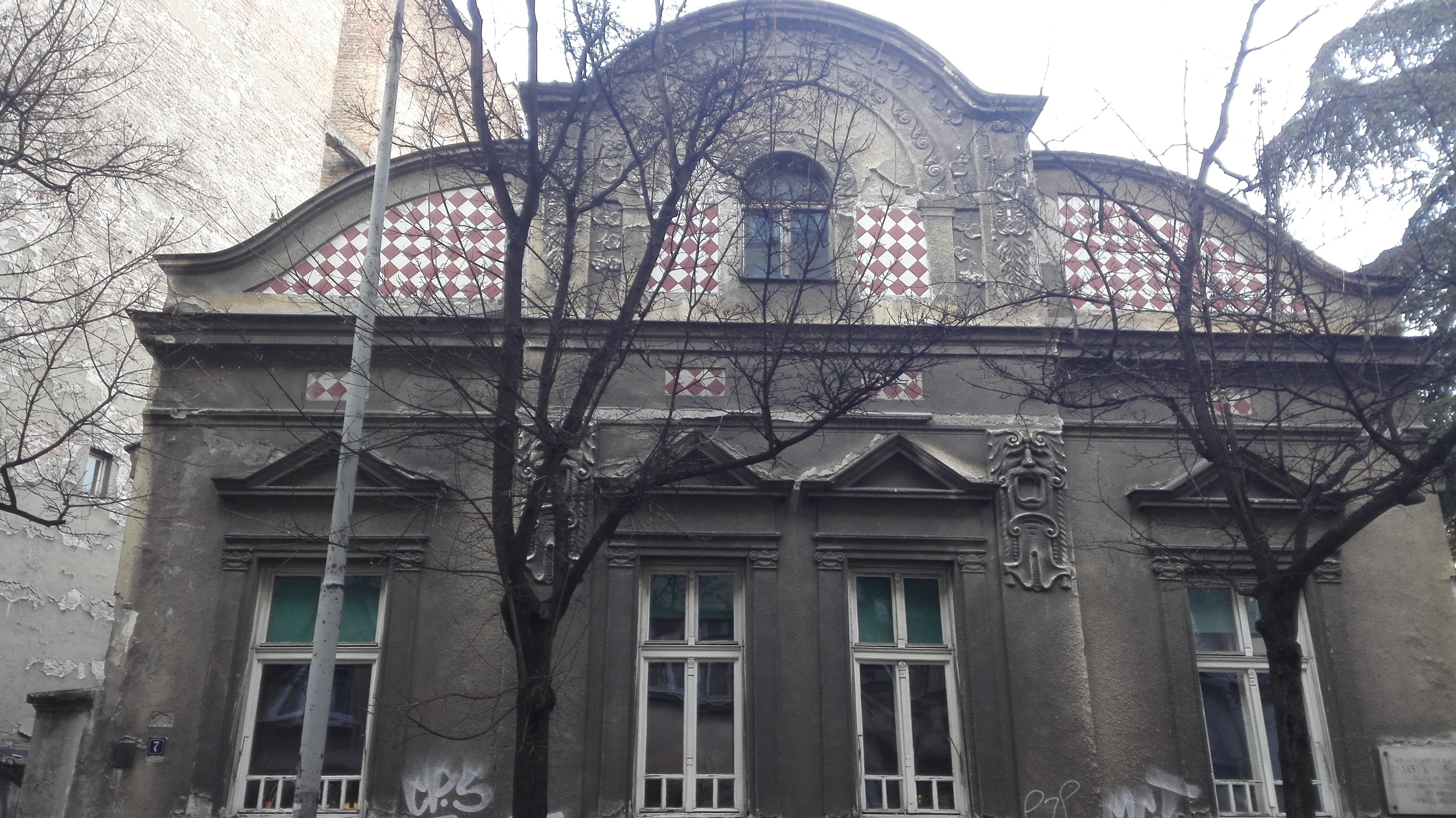
La casa di Lazarević a Belgrado

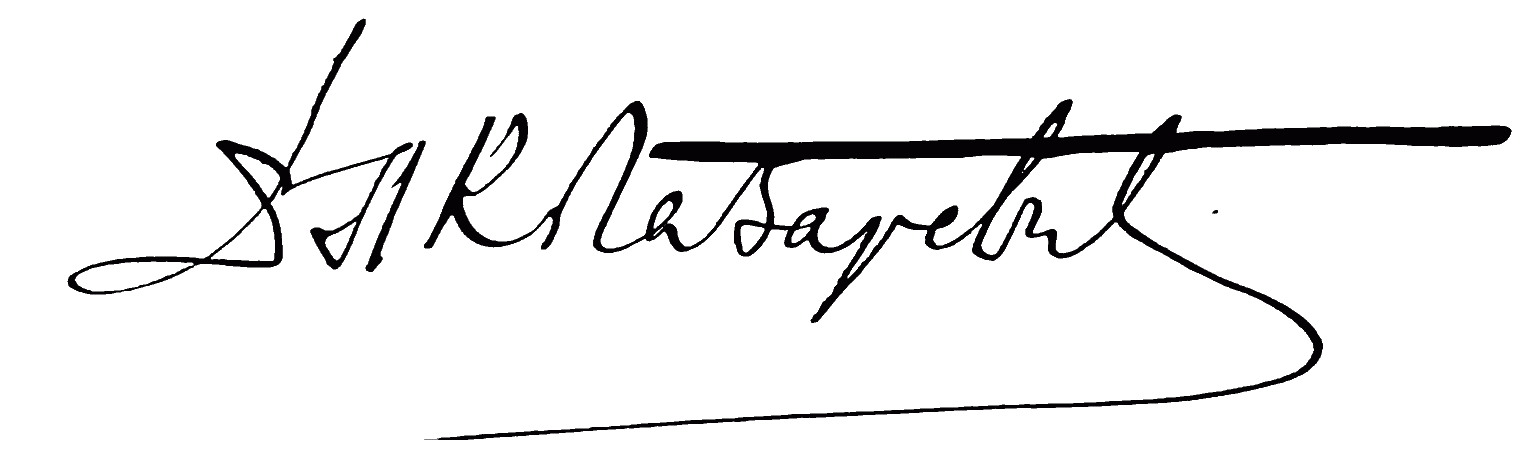
La firma di Laza Lazarević

Esordì nella letteratura con l'opera autobiografica intitolata Švabica (La tedesca, 1872), in ricordo di una storia sentimentale berlinese tra lo scrittore e Anna Gutjar; la novella manifestò le contraddizioni giovanili di Lazarević presenti per le differenze tra gli ideali e la realtà, tra l'amore per la donna e il rispetto delle tradizioni e le esigenze familiari; il libro fu pubblicato dopo la sua morte.
La sua seconda novella, parzialmente autobiografica, si intitolò Prvi put s ocem na jutrenje (La prima volta col padre mattutino, 1878), scritta dopo che l'autore perdette forti somme al gioco, e difatti la trama descrive le vicende di un padre che dopo aver perduto tutto al gioco tenta il suicidio e viene salvato dall'amore di sua moglie e l'azione del mattutino col figlio rappresenta la sua rinascita.
Tra le opere seguenti è da menzionare la collezione Sest pripovedaka (Sei racconti, 1886), comprendente alcuni capolavori: Na bonaru (Al pozzo), incentrato sulle qualità di una famiglia patriarcale, grazie alle quali la più grande felicità e libertà è nell'obbedienza; Sve će to narod pozlatiti (Tutto indorerà la tua gente), una denuncia sull'indifferenza della società nei riguardi dei reduci della guerra di liberazione nazionale.

## Opere principali
- Švabica, 1872
- Prvi put s ocem na jutrenje, 1878;
- Školska ikona, 1880;
- Na bunaru, 1880;
- Verter, 1881;
- Sve će to narod pozlatiti, 1882;
- Šest pripovedaka, 1886;
- Vetar, 1888;
- On zna sve, 1890;
- Pripovetke L. K. Lazarevića I, 1898;
- Pripovetke L. K. Lazarevića II, 1899.